# Луидор-2250
Луидор-2250 — российские микроавтобусы, выпускаемые нижегородской компанией Луидор с 2012 года на шасси ГАЗель Бизнес, Соболь и ГАЗель NEXT.

## История
Первый микроавтобус был представлен компанией Луидор в 2012 году. Модель является аналогом ГАЗ-322133, в отличие от которой, снаружи отсутствует внешняя ступенька. Это позволяет водителю плавно пристроиться к бордюрному камню на парковках и остановках общественного транспорта. На крыше присутствует тонированный эвакуационный люк.
Кроме микроавтобусов, существуют также автомобили скорой помощи, минивэны повышенной проходимости, автобусы для перевозки маломобильных граждан и катафалки.

## Модификации
- Луидор-225000 — первый серийный вариант, аналог ГАЗ-322133.
- Луидор-225001-244 — второй серийный вариант, аналог ГАЗ-3221[6].
- Луидор-225019[7] — микроавтобус вместимостью 21 место, аналог ГАЗель NEXT, но с задней дверью, перемещённой на заднюю часть, аналогично КАвЗ-3976.
- Луидор-225023 — микроавтобус вместимостью 16 мест, аналог ГАЗ A65R33[8].
- Луидор-225033 — микроавтобус вместимостью 16 мест, аналог ГАЗ A65R33[9].
- Луидор-2250DN, Луидор-2250DP, Луидор-2250DR, Луидор-2250DS, Луидор-2250DT — автобусы для перевозки маломобильных граждан[10], аналоги ГАЗель NEXT, но с задней дверью, перемещённой на заднюю часть, аналогично КАвЗ-3976. Входная дверь — двустворчатая, аналогично ПАЗ-32052. Справа от места водителя присутствует одно или два пассажирских места (в зависимости от модификации). Первым (и крупнейшим) заказчиком стало АО «Мострансавто»: по заказу предприятия было собрано 900 машин[11][12][13]. Позже модель появилась и в других регионах[14].
- Луидор-2250DC — автобус для перевозки маломобильных граждан, аналог ГАЗ A65R33[15].
- Луидор-2250DE — автобус для перевозки маломобильных граждан, аналог ГАЗ A65R33[16][17].
- Луидор-2250N — школьные автобусы на базе ГАЗель NEXT[18][19][20]. Модели N1—N4 являются аналогами ГАЗ A65R33, тогда как остальные (N8 и N9) являются аналогами ГАЗ A64R42[21][22].
- Луидор-2250X1 — минивэн, аналог ГАЗ-275200.
- Луидор-2250F2 — ритуальный автобус на шасси ГАЗ A65R33.
- Луидор-2250В0 — автомобиль скорой помощи на базе ГАЗ-32213.
- Луидор-2250C0 — автомобиль скорой помощи на базе ГАЗ-32213, цвет — жёлтый.
- Луидор-2250C2 — автомобиль скорой помощи на базе ГАЗ-275200.
- Луидор-2250В3Н — автомобиль скорой помощи на базе ГАЗель NEXT[23].
- Луидор-2250С3 — автомобиль скорой помощи на базе ГАЗель NEXT.
- Луидор-2250M — школьный автобус на базе ГАЗ-32213.

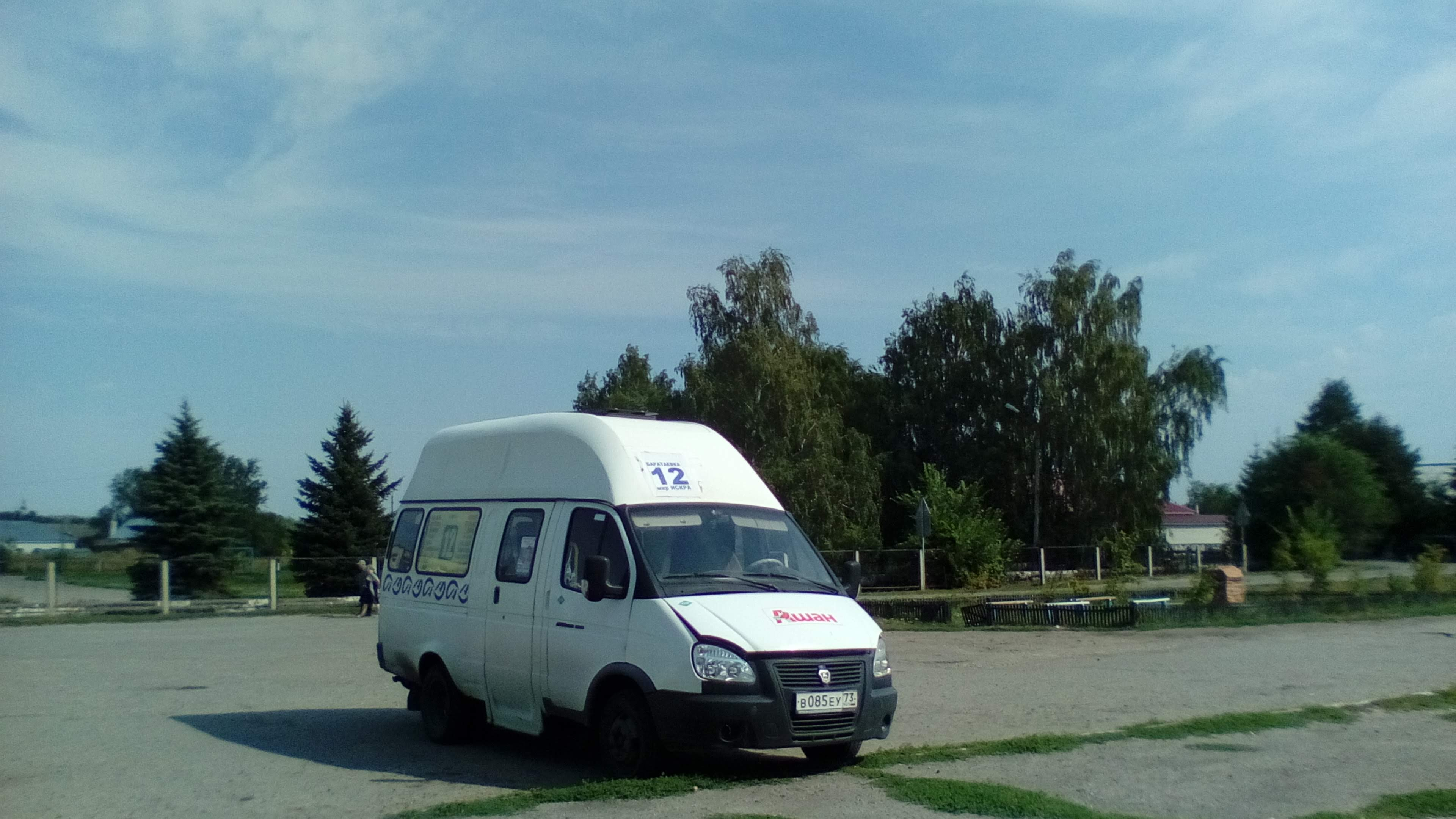
Луидор-225000 в посёлке Баратаевка, Ульяновск
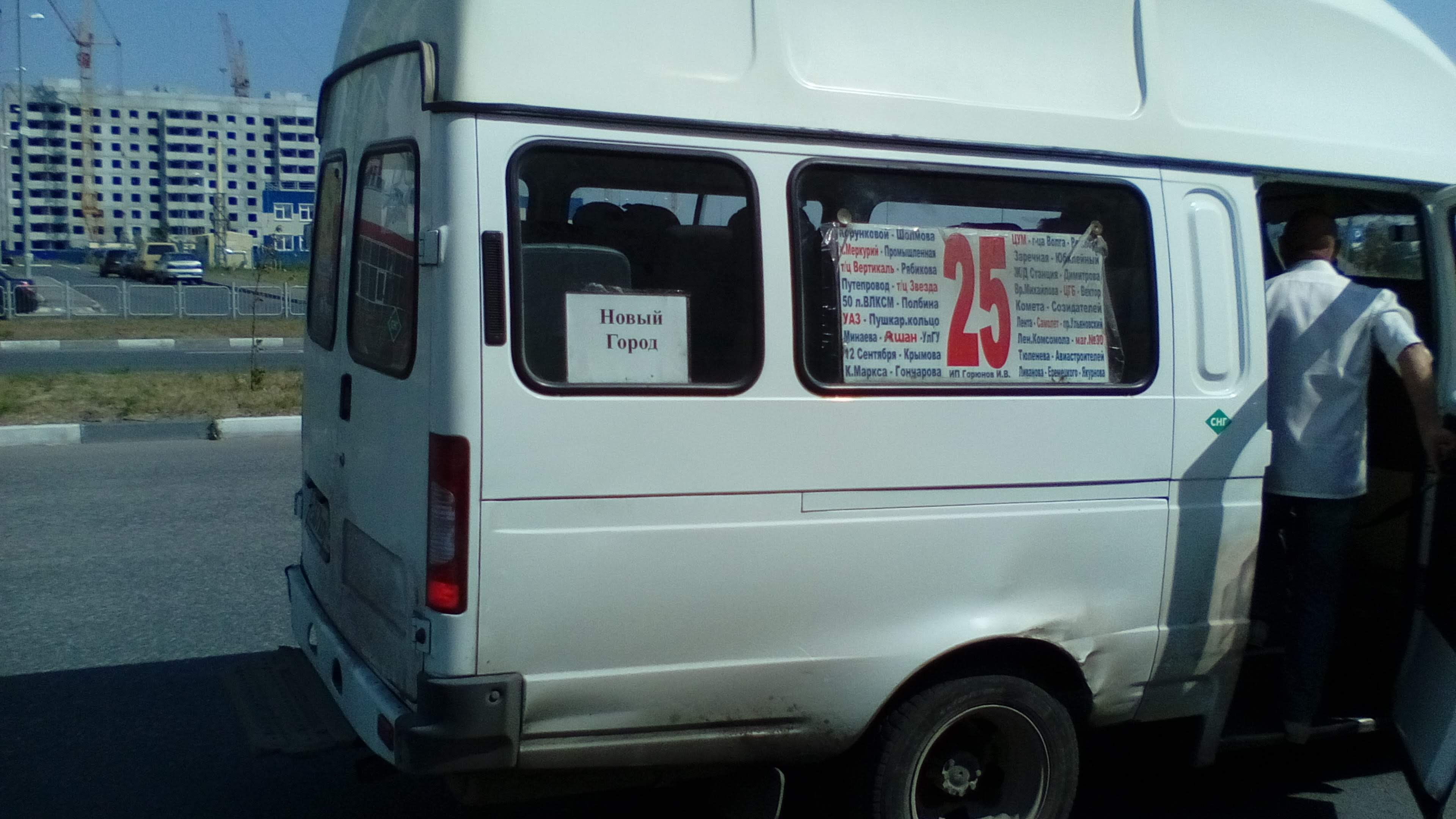
Луидор-225000 на проспекте Ливанова, Ульяновск